# Roland Assinger
Roland Assinger (ur. 9 maja 1973 w Hermagor) – austriacki narciarz alpejski. Nie startował na igrzyskach olimpijskich ani mistrzostwach świata. Najlepsze wyniki w Pucharze Świata osiągnął w sezonie 1995/1996, kiedy to zajął 44. miejsce w klasyfikacji generalnej.
Po zakończeniu czynnej kariery został trenerem
Jego brat, Armin Assinger, również uprawiał narciarstwo alpejskie.

## Osiągnięcia

### Puchar Świata

#### Miejsca w klasyfikacji generalnej
- sezon 1995/1996: 44.
- sezon 1996/1997: 56.
- sezon 1997/1998: 45.
- sezon 1998/1999: 118.
- sezon 1999/2000: 82.

#### Miejsca na podium
1. Val d’Isère – 9 grudnia 1995 (zjazd) – 2. miejsce